# Ctenotus rosarium
Ctenotus rosarium (намистовий гребневухий сцинк) — вид сцинкоподібних ящірок родини сцинкових (Scincidae). Ендемік Австралії.

## Поширення і екологія
Намистові гребневухі сцинки мешкають на сході центрального Квінсленда, від Національного парка Білих гір до  Армака. Вони живуть в сухих рідколіссях, що ростуть на темно-червоних піщаних ґрунтах, в спінніфексовому підліску.